# لودفيغ فويرباخ
كان لودفيغ فويرباخ فيلسوفاً أنثروبولوجيّاً ألمانياً مشهوراً بكتابه «جوهر المسيحيّة»، والذي قام بنقد المسيحية، وكان مؤثّراً للغاية بأجيال من المفكرين اللاحقين، بما فيهم كارل ماركس، وفريدريك أنجلز، وريتشارد فاغنر، وفريدريك نيتشه.
دعا فويرباخ إلى الليبرالية والإلحاد والمادية. قدّمت العديد من كتاباته الفلسفية تحليلاً نقديّاً للدين. كان فكره مؤثرّاً في تطوّر الماديّة التاريخيّة. حيث غالباً ما يتم الاعتراف به كجسر بين هيجل وماركس.

## الحياة والمسيرة المهني
كان فويرباخ الابن الرابع للفقيه البارز «بول جوان أنسيلم ريتر فون فويرباخ»، شقيق عالم الرياضيات «كارل فيلهيلم فويرباخ» وعم الرسام «أنسيلم فويرباخ». كما تميز كل أفراد عائلة فويرباخ بالعلوم:
- جوزيف أنسيلم فويرباخ (1798-1851م)، عالم الآثار والفلسفة؛ وابنه هو الرسام أنسيلم فويرباخ (1829-1880م).[12]
- إدوارد أغسطس فيورباخ (1803-1843م).
- فريدريك هاينريش فويرباخ (1806-1880م).

كما أن لودفيغ فويرباخ يملك ثلاث أخوات:
- ريبيكا ماجدلينا (1808-1891م).
- ليونور فويرباخ (1809-1885م).
- إليز فويرباخ (1813-1883م).

### التعليم
حصل فويرباخ على شهادة جامعية من جامعة هايدلبرغ بنيّة السعي وراء مهنة في الكنيسة. من خلال تأثير البروفيسور كارل داوب، توجّه إلى الاهتمام بفلسفة هيغل السائدة آنذاك، وبالرغم من معارضة أبيه، سجّل في جامعة برلين من أجل دراسة الفلسفة. بعد سنتين، بدأ التأثير الهيغلي بالتراخي. أصبح فويرباخ مرتبطاً بمجموعةٍ تُعرف باسم «الهيغيليون الشباب»، والتي تعرف أيضاً باسم «الهيغيليون اليساريون»، الذين قاموا بتأليف فرع راديكالي من الفلسفة الهيغيلية، وتفسير مسيرة هيغل الجدلية للروح عبر التاريخ لتفسير الثقافة الغربية الحالية والأشكال المؤسسية خاصةً المسيحية.
كتب إلى أحد الأصدقاء: «اللاهوت، لا أستطيع أن أحضّر نفسي لدراسة أكثر من ذلك. وأنا أتوق إلى إدخال الطبيعة إلى قلبي، تلك الطبيعة البشرية التي يتقلّب أعضاؤها اللاهوتيون الضعفاء إلى الأبد، والتي تندمج مع الطبيعة، الجودة الكاملة». هذه الكلمات هي مفتاح تطوّر فويرباخ. أكمل تعليمه في جامعة إرلنغن نورنبيرغ في دراسة العلوم الطبيعيّة.

### الكتابات الأولية
يحتوي كتابه الأول «أفكار حول الموت والخلود»، الذي تم نشره بشكل مجهول الهوية على هجوم على الخلود الشخصيّ ودعوة إلى الخلود من خلال إعادة امتصاص الطبيعة. هذه المبادئ، جنباً إلى جنب مع خجله من التحدث أمام الجمهور، حرموه من التقدّم الأكاديميّ. بعد عدّة سنوات من النضال قام بنشر كتابه «تاريخ الفلسفة الحديثة». تزوّج في عام 1837م، وعاش حياةً ريفيّة في بروكبيرغ بالقرب من نورمبرغ.
استناداً على عملين من أعمال ذلك العصر «بيير بايل (1838م)»، و«فلسفة أوند كريستنتوم (1839م)» اللذين يتعاملان إلى حد كبير مع اللاهوت، قال فويرباخ أنه أثبت أنّ «المسيحيّة قد اختفت في الواقع منذ زمنٍ بعيدٍ، ليس من العقول فقط بل من الحياة البشريّة أيضاً؛ وهي اليوم ليست إلا أفكاراً معدّلة».

### جوهر المسيحية
تُرجم عمله الأكثر أهميّة «جوهر المسيحية» (1841م)، من قبل ماري آن إيفانز (التي عرفت فيما بعد باسم جورج إيليوت) إلى الإنجليزية.
كان فكر فويرباخ عبارةً عن اشتقاقٍ للاهوت هيغل للمضاربة، والذي لايزال فيه الخلق جزءاً من الخالق، بينما يبقى الخالق أكبر من الخلق. عندما قدّم الطالب فويرباخ نظريّته الخاصّة إلى الأستاذ هيجل، رفض هيجل الردّ عليه بشكل إيجابيّ.
في الجزء الأوّل من كتابه، قام فويرباخ بتطوير ما يسمّيه «الجوهر الحقيقيّ أو الأنثرولوجي للدين». معاملة الله في مختلف جوانبه «ككون من التفاهم»، «ككائن أخلاقيّ أو قانون»، «كحبّ». يتحدّث فويرباخ عن الكيفيّة التي يكون بها البشر كياناً واعياً أكثر من الله لأن البشر استطاعوا فهم الله. يفكّر البشر بأشياء كثيرة وبذلك هم يتعرّفون على أنفسهم. يوضّح فويرباخ أنّ الله في كل جانب يناظر في بعض السمات كالحاجة للطبيعة البشريّة.
يقول فويرباخ «في الوعي اللانهائيّ، إن الموضوع الواعي له هدفه اللانهائيّ من طبيعته الخاصة». ويقول فويرباخ أيضاً «إذا أراد الإنسان أن يجد الرضا في الله، فيجب عليه أن يجد نفسه في الله».
وبالتالي، فإن الله ليس أكثر من الإنسان، إنّه –إذا جاز التعبير- الإسقاط الخارجي للطبيعة البشرية. يطلق على هذا الإسقاط اسم «فويرباخ»، وهو الخيال، وفي هذا الإسقاط، يكون الله وفكرة وجود كائن أعلى، يعتمد على جانب الإحسان. يقول فويرباخ «الله ليس خيراً فقط، ليس حكيماً فقط، بل هو إله». ويقول أيضاً أن الصفات لا تدل على الإلهية بسبب ارتباطها الإلهيّ، بل هي بذات نفسها إلهيّة.
في الجزء الثاني من الكتاب، يناقش فويرباخ «جوهر الدين أو اللاهوتية»، أي وجهة النظر التي ترى أن الله له وجود منفصل ضد البشريّة. ومن هنا تنشأ اعتقادات خاطئة مختلفة، مثل الاعتقاد أو الإيمان بالوحي، والذي يعتقد أنه لا يضر فقط بالمعنى الأخلاقي، بل يسمم ويدمّر الشعور بالقدسيّة عند الإنسان، والشعور بالحقيقة.
تمّ تسليم نقد كاوي لفويرباخ في عام 1844م من قبل ماكس ستيرنر. في كتابه «الأنا وذاتها». هاجم فويرباخ وقال عنه أنّه غير متّسق في إلحاده.

### بعد عام 1848م
خلال مشاكل 1848-1849م، كان هجوم فويرباخ على الأرثوذكسية قد جعله بطلاً من أبطال الحزب الثوريّ. لكنّه لم يسبق له أن ألقى بنفسه في الحركة السياسية، لأنه افتقر إلى صفات القائد الشعبي. خلال فترة مؤتمر فرانكفورت، كان قد ألقى محاضرات عامّة عن الدين في هايدلبرغ.
في عام 1866م، ظهر كتابه الأخير «الإله والحريّة والخلود». في عام 1868م، قرأ المجلّد الأول من مؤلّفات ماركس، وانضمّ إلى الحزب الاشتراكيّ الديمقراطيّ.

### الفلسفة
كان فكر فويرباخ الأساسيّ يتألف من تفسيره الجديد لظاهرة الدين من خلال إعطائه تفسيراً أنثروبولوجيّاً. بعد أطروحات شليرماخر، اعتقد فويرباخ أنّ الدين كان في الأساس مسألة شعور في موضوعيّته الذاتيّة غير المقيّدة. لذا فإنّ الشعور يكسر جميع حدود الفهم ويتجلّى في العديد من المعتقدات الدينيّة.

## الأثر النقدي
على عكس مواطنيه الذين غالباً ما تغلّف كتاباتهم حول هذه المواضيع في مثل هذا الضجيج الذي لا يمكن اختراقه. فإن أفكارهم المحفوفة بالمخاطر تنتقل بشكل غير مؤذ فوق رؤوس الحشد. جمع فويرباخ الحكمة واللغة من أجل توضيحها وتقديمها إلى القارئ العادي.

## التأثير
تأثر كارل ماركس وفريدريك إنجلز بقوّة بإلحاد فويرباخ، رغم أنهما انتقداه بسبب عدم موافقته بشكل كامل على المادية.
وقد قيم كارل ماركس فكر فيورباخ في وثيقة ” أطروحات حول فيورباخ” و“الايديولوجيا الألمانية”.
بينما كتب إنجلز عن فيورباخ كتاب: «لودفيج فورباخ ونهاية الفلسفة الكلاسيكية الألمانية».

## روابط خارجية
- لودفيغ فويرباخ على موقع الموسوعة البريطانية (الإنجليزية)
- لودفيغ فويرباخ على موقع إن إن دي بي (الإنجليزية)